# Pielomastax lobata
Pielomastax lobata är en insektsart som beskrevs av Wang, Yuwen 1993. Pielomastax lobata ingår i släktet Pielomastax och familjen Episactidae. Inga underarter finns listade i Catalogue of Life.